# 万県事件

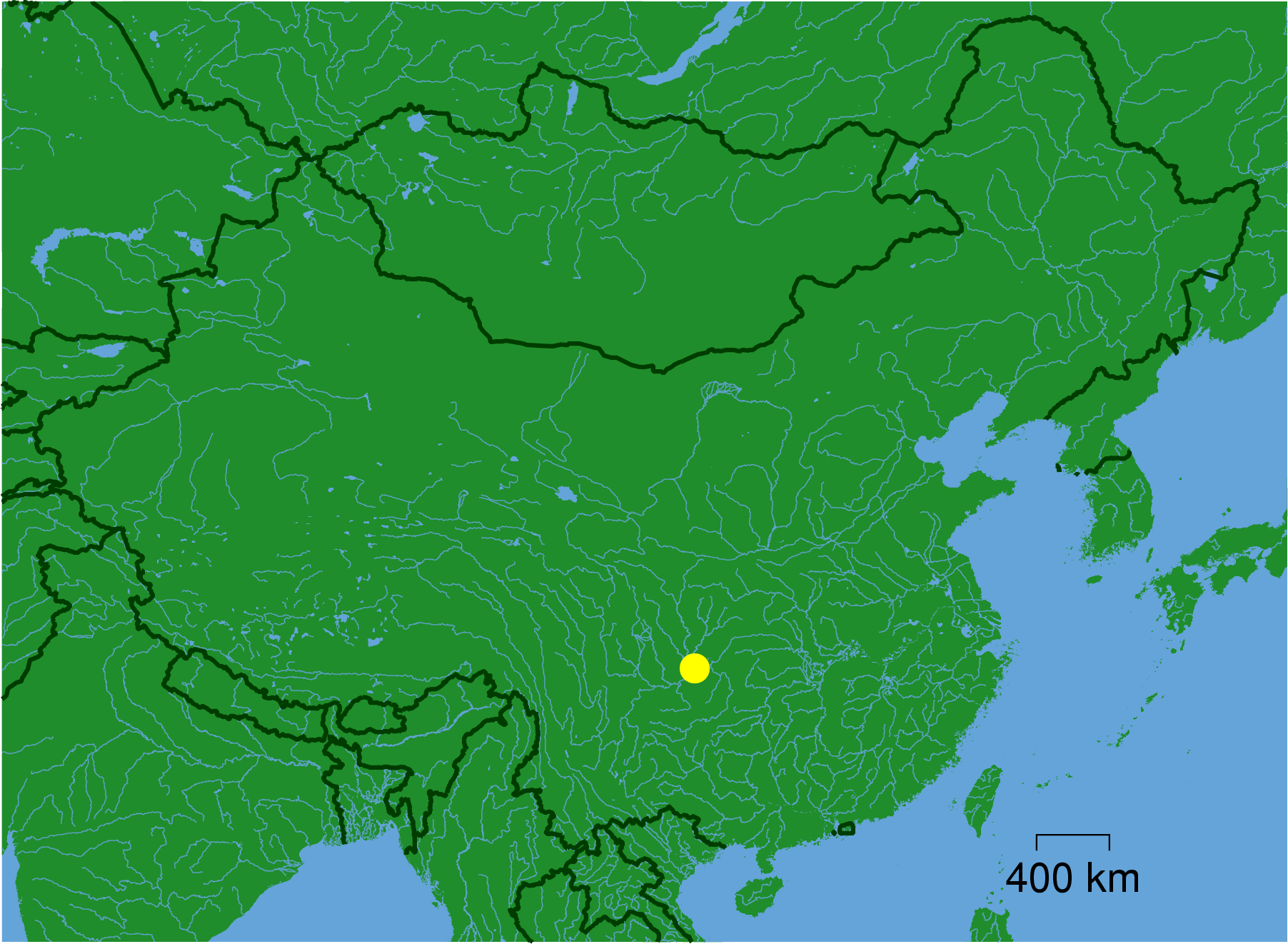
万県（国境等は現在のもの）

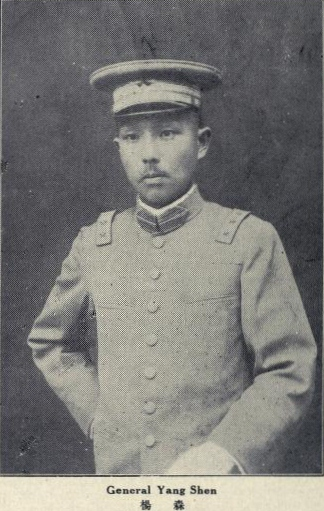
事件を引き起こした楊森

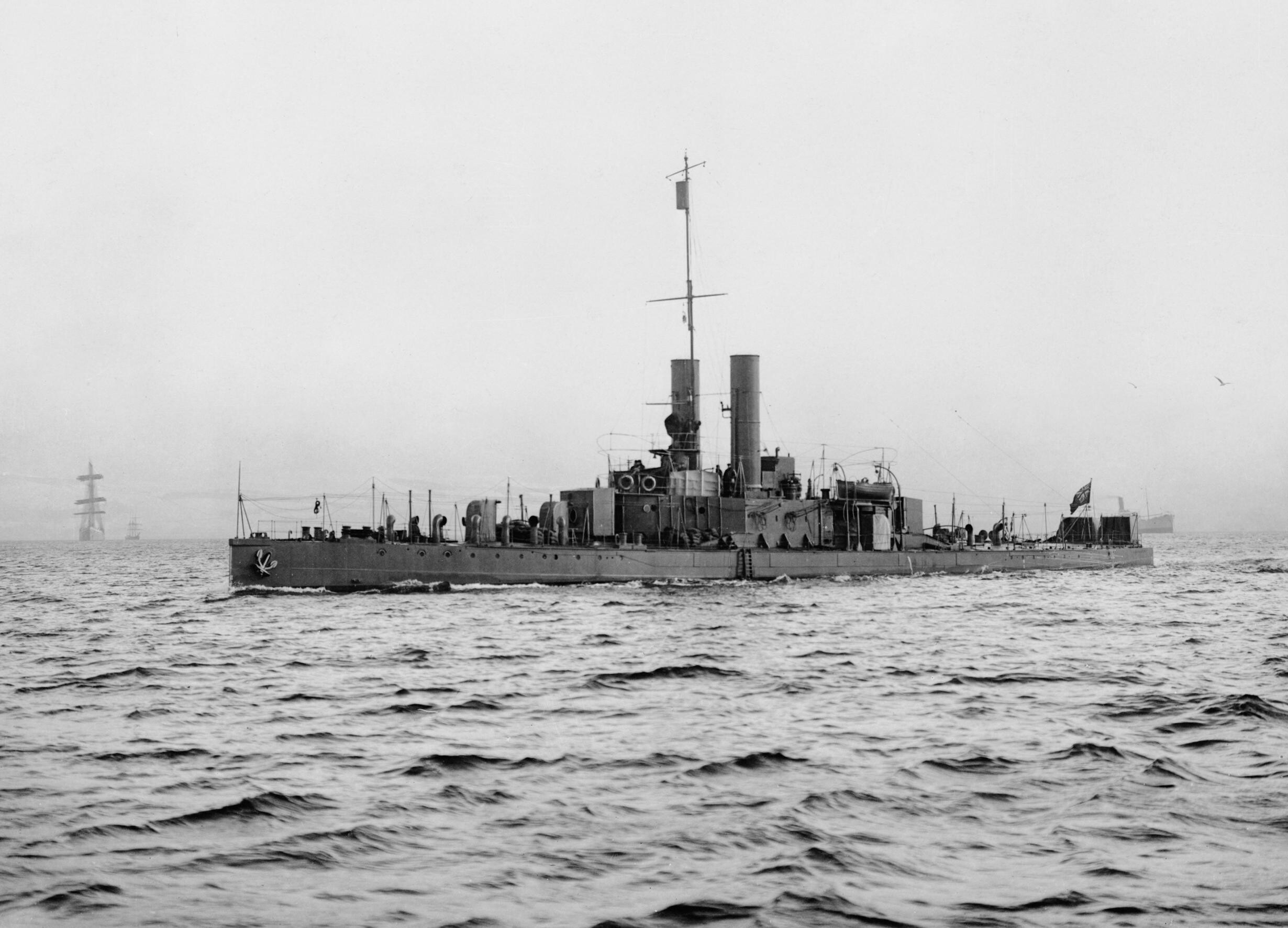
イギリス艦 HMS Cockchafer

万県事件（ばんけんじけん、ワンシェンじけん）は、1926年に中華民国四川省万県（現在の重慶市万州区）で発生した事件。
1926年、英国の商船が現地の軍閥とのトラブルの末拿捕された。英国側は商船奪還のため砲艦2隻を派遣して砲撃を加え、万県の町を破壊した。これに対して、激しい抗議運動が中国各地で起きた。

## 概要
1926年8月2日、中華民国四川軍の指揮官の楊森麾下の中国兵による無賃乗船に悩まされてきた日清汽船は万県その他への停船を行わないとする対処方針を実行した。同日正午、涪州通過中の雲陽丸に対して江岸の中国兵から数千発の銃撃がなされ乗組員3名が負傷した。日本側から楊森に対し抗議がなされ、万県へ外交官が派遣された。8月29日、楊森配下の中国兵数十名がイギリス船に強制的に乗り込み、さらに2隻の民間船舶に乗船していた中国兵を乗せるよう要求したがイギリス船はそのまま遡江した。楊森は民間2隻の船舶が浪沈したため、中国兵数十名が溺死し、軍用金数万元が流失したと称して、万県入港中の2隻のイギリス船に兵士200名を派遣し、イギリス船を抑留した。楊森は兵士5000と大砲4門を配置し戦闘準備を整えると、イギリス船に対して9月1日までに退船しなければ攻撃を行うと要求した。楊森はイギリス領事に損害賠償として銀40万円、イギリス船船長とイギリス軍艦艦長への懲罰等の承認を要求した。9月5日17時、イギリス軍艦と中国兵との間に戦闘が勃発し、イギリス軍艦は万県市街を砲撃した。戦闘の結果、中国側に数百名の死傷者、イギリス側に十数名の死傷者が出たとされている。現地の新聞が英軍が砲撃を行ったなどとした報道を行ったため、日本政府は報道が事実ではないことを楊森を通じて各報道機関に通電させた。

## 事件を題材とした作品
1926年に発表されたトレチャコフ作、メイエルホリド演出のソ連演劇『吼えろ！中国』(日本訳名『吼えろ支那』、中国訳名『怒吼吧！中国』)は万県事件を題材にしたもので、日本、中国などでも上演された。